# 塔克·巴恩哈特
塔克·傑克森·巴恩哈特（英語：Tucker Jackson Barnhart，1991年1月7日—），為前美國職棒大聯盟的捕手，生涯曾效力於紅人、老虎、小熊、響尾蛇與遊騎兵等隊。他於2014年登上大聯盟，在2017年和2020年拿下金手套獎。

## 職業生涯
2009年美國職棒大聯盟選秀，巴恩哈特因為一度打算進入大學就讀，使得他在選秀順位落到第10輪才被紅人隊選走。
在小聯盟打拚了幾年後，巴恩哈特於2013入選球隊40人名單內。2014年，隨著Devin Mesoraco的受傷，巴恩哈特也獲得升上大聯盟的機會。他在初登板4個打數沒有安打，兩天後才終於敲出大聯盟首安。
2014年4月7日，Mesoraco傷癒回歸，巴恩哈特回到3A。不過他在5月1日又重返大聯盟，並順利敲出大聯盟首轟。這年他一直在小聯盟和大聯盟之間來回打球，出賽數尚不穩定。
2015年和2016年，因為Mesoraco再度受傷，因此巴恩哈特獲得不少上場機會。他在2017年9月22日和紅人隊簽下4年1600萬美元的延長合約。該年他的WAR值、阻殺數和阻殺率都是國聯第一，他也因此拿下第一座金手套獎。
2019年6月，他因為腹痛和斜肌受傷導致進入傷兵名單，他也決定放棄左右開弓，成為專職左打者。
2020年，他出賽38場比賽，打擊率為2成04，並敲出5轟與13分打點。這年他拿下了生涯第二座金手套獎。2021年5月7日，他接捕了韋德·麥利的無安打比賽。

### 底特律老虎
2021年11月3日，紅人隊將巴恩哈特交易到老虎，換來新秀Nick Quintana。老虎隊也執行巴恩哈特2022年的選擇權。2022年，巴恩哈特繳出2成21的打擊率。

### 芝加哥小熊
2022年12月29日，巴恩哈特與小熊簽下2年650萬美元的合約。2023年，他只繳出2成02的打擊率，並敲出1轟與9分打點。最後球隊在8月19日將他指定讓渡，隔天將他釋出。

### 洛杉磯道奇
8月30日，巴恩哈特與道奇簽下小聯盟約。他在3A僅出賽7場比賽，敲出5支安打，最後他在球季結束後成為自由球員。

### 亞利桑那響尾蛇
2024年1月2日，他和響尾蛇簽下小聯盟約。後來他成為以候補捕手身分進入大聯盟輪值。不過整季他的打擊率僅1成73，沒有全壘打，並打回6分打點，最後他在7月6日遭到釋出。

### 重返辛辛那提
2024年8月6日，巴恩哈特與紅人簽下小聯盟約。他在3A的打擊率為1成87，球季結束後他成為自由球員。

### 德州遊騎兵
2024年12月14日，巴恩哈特與遊騎兵簽下小聯盟約。他在3A繳出2成46的打擊率，並打回12分打點。他在開季成功進入大聯盟名單，不過他在大聯盟13個打數僅敲出3支安打，獲得1次保送。他在6月3日遭到釋出，隔日重簽小聯盟約。6月30日，巴恩哈特宣布退休。

## 個人生活
巴恩哈特在2015年11月結婚，並育有兩子。巴恩哈特小時候住在印第安納州的巴格斯維爾，NBA小前鋒戈登·海沃德和前大聯盟後援投手德魯·史托倫都是他的兒時玩伴。

## 外部連結
- 球員資訊和成績在MLB ，ESPN ，Retrosheet ，Baseball Reference ，Baseball Reference (Minors) ，Fangraphs ，The Baseball Cube （英文）